# Pyromellietzuurdianhydride
Pyromellietzuurdianhydride is het tweevoudig zuuranhydride van het viervoudige aromatische carbonzuur pyromellietzuur. Het is een hygroscopische stof die in contact met water pyromellietzuur vormt.

## Synthese
De technische productie gebeurt door de katalytische oxidatie in de gasfase van een 1,2,4,5-tetra-alkylbenzeen. Meestal is dit dureen (1,2,4,5-tetramethylbenzeen).

## Toepassingen
Pyromellietzuurdianhydride is een grondstof voor hoogperformante polymeren, in het bijzonder polyimiden, die bestand zijn tegen hoge temperaturen en goede elektrisch isolerende eigenschappen bezitten. Dergelijke polyimiden worden geproduceerd door de polycondensatie van pyromellietzuurdianhydride of een ander aromatisch tetracarbonzuurdianhydride met een aromatisch diamine.